# Karl Rolvaag
Karl Fritjof Rolvaag, né le 18 juin 1913 à Northfield et mort le 20 décembre 1990 à Northfield, est un homme politique américain. Membre du Parti démocrate, il est gouverneur du Minnesota entre 1963 et 1967.

### Articles annexes
- Liste des gouverneurs du Minnesota